# Patric Lochi
Patric Lochi (Silandro, 27 maggio 1977) è un ex hockeista su ghiaccio italiano.

## Carriera

### Club
Cresciuto nelle giovanili dell'HC Laces, con cui esordì in prima squadra nel 1994 in serie B, debuttò in massima serie con la maglia dell'HC Brunico nei play-off del campionato 1996-1997. Rientrato dal prestito, trovò la sua squadra, divenuta Val Venosta, in massima serie.
Per la stagione 1998-1999 passò al SSI Vipiteno Broncos, che aveva raggiunto la finale scudetto nella stagione precedente.
Come molti altri giocatori in quegli anni di crisi per il campionato italiano, si trasferì all'estero, nella Ice Hockey Superleague con gli scozzesi Ayr Scottish Eagles.
Dopo una nuova stagione in Italia con la maglia dell'HC Merano, ritornò stabilmente nel Regno Unito: per quattro stagioni ha giocato con i Dundee Stars in British National League (con una vittoria in regular season e due nei play-off), prima di passare agli Edinburgh Capitals, in Elite Ice Hockey League, con cui giocherà tuttavia solo tre incontri prima di annunciare il ritiro.
Ritornò poi sul ghiaccio per due volte con la maglia dei Dundee Stars: una prima volta nella stagione 2006-2007 (4 presenze in Scottish National League), ed una seconda nella seconda parte della stagione 2010-2011 (in Elite Ice Hockey League, dove raccolse 7 presenze).
Era molto amato dai tifosi dei Dundee Stars, che lo soprannominarono Woosh Paddy Lochi.

### Nazionale
Ha vestito le maglie dell'Italia under 18 e dell'Italia under 20, con cui ha disputato rispettivamente un campionato europeo di gruppo B e due mondiali di gruppo B.
Ha raccolto anche due presenze con la nazionale maggiore, nel 1997 in occasione di due partite amichevoli contro Austria e Svizzera.

## Vita privata
Dopo il ritiro ha sposato una donna di Dundee, ed ha aperto un ristorante italiano in Scozia.